# Uintah County
Uintah County ist ein County im Bundesstaat Utah der Vereinigten Staaten. Das U.S. Census Bureau hat bei der Volkszählung 2020 eine Einwohnerzahl von 35.620 ermittelt. Der Sitz der Countyverwaltung (County Seat) ist Vernal, das zugleich auch der größte Ort im County ist.

## Geographie
Das Uintah County hat eine Fläche von 11.652 Quadratkilometern, davon sind 57 Quadratkilometer Wasserfläche. Es grenzt im Uhrzeigersinn an die Countys: Moffat County (Colorado), Rio Blanco County (Colorado), Garfield County (Colorado), Grand County, Carbon County, Duchesne County und Daggett County.

## Geschichte
Uintah County wurde im Jahre 1880 gegründet. Es erhielt den Namen vom Stamm der Ute-Indianer. Diese lebten in den Tälern der Berge.

## Demografische Daten

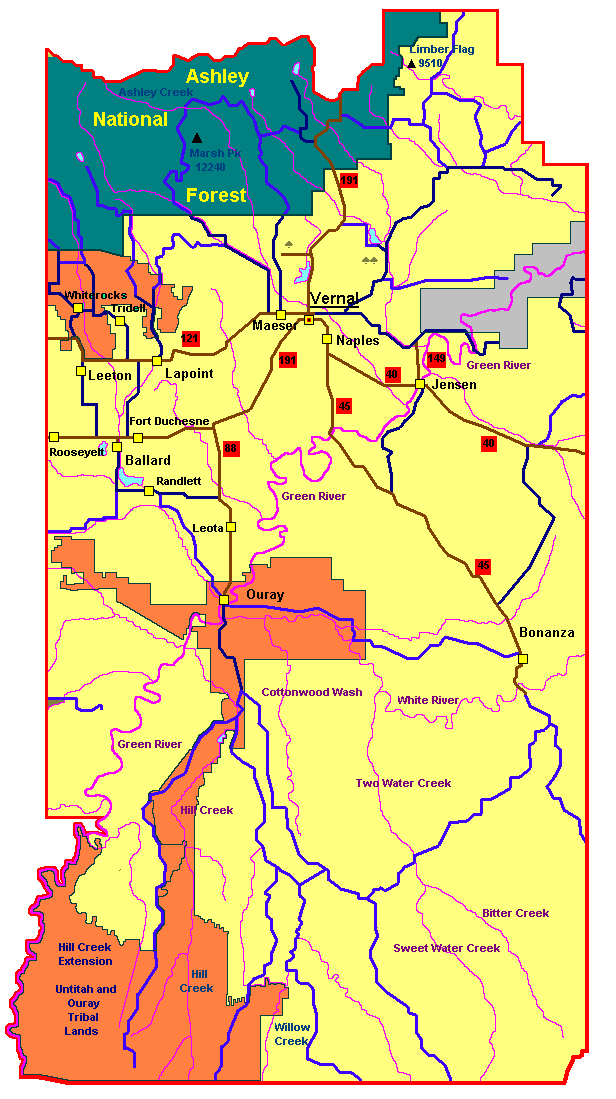
Uintah County (UT) Details

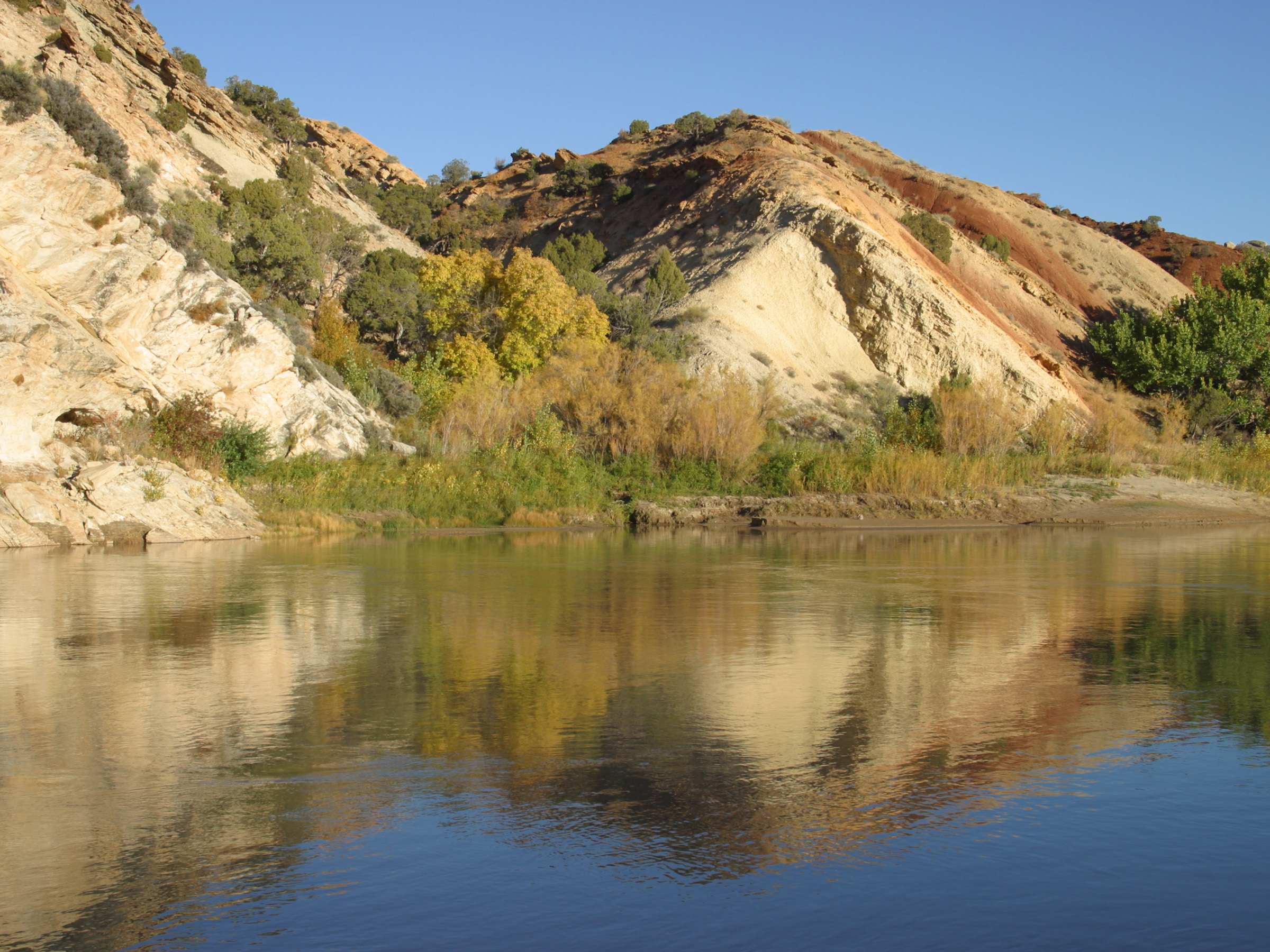
Oberlauf des Green Rivers

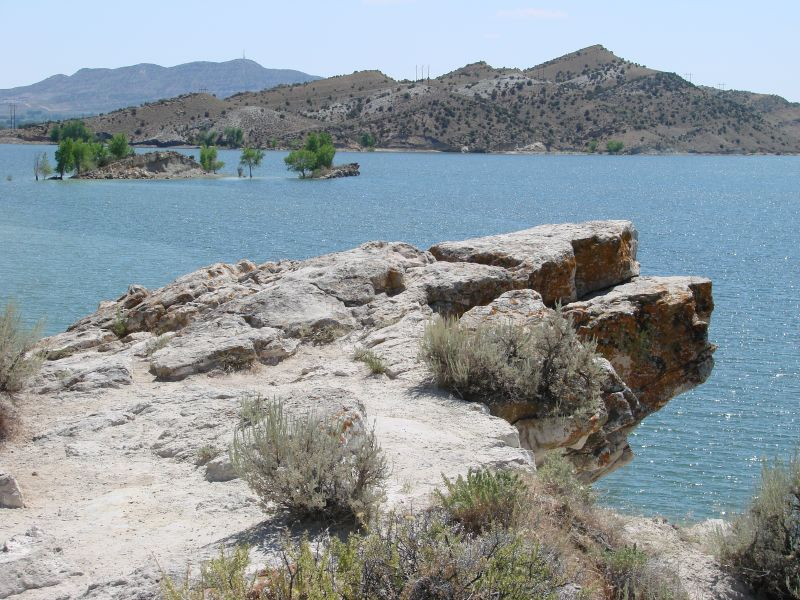
Das Steinaker Reservoir

Nach der Volkszählung im Jahr 2000 lebten im Uintah County 25.224 Menschen. Es gab 8187 Haushalte und 6541 Familien. Die Bevölkerungsdichte betrug 2 Einwohner pro Quadratkilometer. Ethnisch betrachtet setzte sich die Bevölkerung zusammen aus 87,73 % Weißen, 0,11 % Afroamerikanern, 9,38 % amerikanischen Ureinwohnern, 0,22 % Asiaten, 0,08 % Bewohnern aus dem pazifischen Inselraum und 1,05 % aus anderen ethnischen Gruppen; 1,43 % stammten von zwei oder mehr ethnischen Gruppen ab. 3,54 % der Bevölkerung waren spanischer oder lateinamerikanischer Abstammung.
Von den 8187 Haushalten hatten 44,50 % Kinder und Jugendliche unter 18 Jahre, die bei ihnen lebten. 65,70 % waren verheiratete, zusammenlebende Paare, 10,60 % waren allein erziehende Mütter. 20,10 % waren keine Familien. 17,20 % waren Singlehaushalte und in 7,30 % lebten Menschen im Alter von 65 Jahren oder darüber. Die Durchschnittshaushaltsgröße betrug 3,05 und die durchschnittliche Familiengröße lag bei 3,45 Personen.
Auf das gesamte County bezogen setzte sich die Bevölkerung zusammen aus 34,60 % Einwohnern unter 18 Jahren, 10,70 % zwischen 18 und 24 Jahren, 25,40 % zwischen 25 und 44 Jahren, 19,30 % zwischen 45 und 64 Jahren und 9,90 % waren 65 Jahre alt oder darüber. Das Durchschnittsalter betrug 29 Jahre. Auf 100 weibliche Personen kamen 99,30 männliche Personen, auf 100 Frauen im Alter ab 18 Jahren kamen statistisch 95,90 Männer.
Das jährliche Durchschnittseinkommen eines Haushalts betrug 34.518 USD, das Durchschnittseinkommen der Familien betrug 38.877 USD. Männer hatten ein Durchschnittseinkommen von 33.966 USD, Frauen 21.199 USD. Das Prokopfeinkommen betrug 13.571 USD. 14,50 % der Bevölkerung und 12,00 % der Familien lebten unterhalb der Armutsgrenze. 17,60 % davon waren unter 18 Jahre und 10,40 % waren 65 Jahre oder älter.

## Städte und Orte
- Ballard
- Bennett
- Bonanza
- Bullionville
- Dragon
- Dry Fork
- Fort Duchesne
- Gusher
- Hayden
- Independence
- Jensen
- Lapoint
- Leeton
- Leota
- Little Bonanza
- Maeser
- Naples
- Ouray
- Rainbow
- Randlett
- Red Wash
- Tridell
- Vernal
- Watson
- Whiterocks